# XL (XML langage)
Pour les articles homonymes, voir XL.
 (décembre 2023).
Si vous disposez d'ouvrages ou d'articles de référence ou si vous connaissez des sites web de qualité traitant du thème abordé ici, merci de compléter l'article en donnant les références utiles à sa vérifiabilité et en les liant à la section « Notes et références ».
XL est un langage de programmation XML destiné à l'implémentation de services web. Il a été développé en 2001 par Daniela Florescu (XQRL Inc.), Andreas Grünhagen et Donald Kossmann (ETH Zürich). XL est encore en développement et se situe dans le modèle de données XML. Il se conforme aux standards du W3C, il utilise XQuery comme langage de requête et SOAP pour la transmission de données. XL doit générer automatiquement du WSDL.